# Trzebinia (podobóz KL Auschwitz)
Trzebinia – niemiecki nazistowski podobóz Auschwitz-Birkenau, zlokalizowany w Trzebionce (osiedle Trzebini).

## Historia
W latach 1941–1944 w Trzebini w pobliżu rafinerii znajdował się obóz pracy, w którym byli uwięzieni angielscy jeńcy wojenni. Mieli oni pracować do końca 1944 roku, ze względu na prośbę kierownictwa rafinerii o 1000 więźniów obozu Auschwitz III-Monowitz, zostali oni przeniesieni do obozu Lamsdorf na przełomie lipca i sierpnia 1944 roku. Wtedy też, między 2 a 6 sierpnia do baraków pozostałych po jeńcach przywieziono pierwszych 300 więźniów.
Początkowo więźniów zaangażowano do usuwania zniszczeń i usuwania niewybuchów po bombardowaniu rafinerii 7 sierpnia przez lotnictwo amerykańskie. Po przybyciu kolejnych transportów więziennych (kolejnych 300 po dwóch tygodniach i 200 w połowie września) skierowano ich do pierwotnego zadania tj. rozbudowy rafinerii.

## Obóz
Powierzchnia obozu wynosiła ok. 7700 metrów kwadratowych, miała kształt nieregularnego czworoboku. W większości stanowiły go zabudowania pozostałe po obozie jenieckim. Otoczony podwójnym ogrodzeniem z czterema wieżami, pod którymi znajdowały się betonowe bunkry. Do środka prowadziła dwuskrzydłowa brama z metalowym napisem „Arbeitslager Trzebinia”. W czterech barakach (nr 2, 3, 4 i 6) mieszkali więźniowie, barak nr 5 pełnił funkcję izby chorych, a w baraku nr 1 umieszczono: ambulatorium dentystyczne, izbę pisarską oraz warsztat szewski. Poza bramą znajdowały się: biura SS (nr 5a), kwatery esesmanów (nr 7 i 8), kuchnia obozowa (nr 9) i magazyn żywności (nr 10). Po przybyciu pierwszych więźniów wewnętrzny drut kolczasty podłączono do prądu, wybudowano też dodatkowo dwie wieże strażnicze. Ze względu na wysoką śmiertelność wśród więźniów w drugiej połowie listopada 1944 roku powstało metalowe krematorium, w którym palono zwłoki więźniów.

## Więźniowie
W obozie przebywało od 600 do 800 więźniów, głównie Żydów polskich i węgierskich płci męskiej. Byli oni traktowani surowo i karani za najdrobniejsze przewinienia, co powodowało wysoką śmiertelność. Same warunki obozowe były, zdaniem więźniów, lepsze niż w macierzystym obozie, gdyż „sprowadzono ich tu nie w celu wyniszczenia ich, lecz dla wykorzystania ich jako siły roboczej”.
Zadaniami więźniów były: montaż aparatury chemicznej, kopanie rowów, fundamentów, układanie rurociągów, budowa kanalizacji, torów kolejowych i schronów przeciwlotniczych. Czas pracy wynosił od 8 do 12 godzin, w niedziele krótszy, od 5 do 8 godzin.

## Kierownictwo obozu
Na czele obozu stał Unterscharführer Wilhelm Kowol, volksdeutsch z Tarnowskich Gór. Miał on do dyspozycji około 60 esesmanów. Oprócz nich w obozie znajdowali się kapo, początkowo pochodzenia żydowskiego, później, w celu zwiększenia wydajności więźniów, niemieckiego, którzy byli więźniami kryminalnymi.

## Ewakuacja
17 stycznia 1945 roku w obozie przebywało 641 więźniów. Ze względu na zbliżające się wojska Armii Czerwonej, kierownictwo obozu zdecydowało się ewakuować więźniów. Pięciu niezdolnych do marszu zostało rozstrzelanych i pochowanych na cmentarzu żydowskim, pozostali chorzy trafili do obozu Auschwitz I. Więźniowie wyruszyli pieszo do Rybnika, gdzie dotarła mniej niż połowa tych, którzy wyruszyli z obozu. Z Rybnika więźniowie zostali przewiezieni koleją do KL Groß-Rosen, KL Sachsenhausen i w końcu do KL Bergen-Belsen, gdzie ocaleni zostali wyzwoleni 15 kwietnia 1945 roku.

## Upamiętnienie
Na przełomie lat 60. i 70. XX wieku pracownicy rafinerii w czynie społecznym wybudowali pomnik upamiętniający obóz. Powstał z betonu, ma 12 metrów długości i 10 metrów wysokości. Początkowo znajdował się na nim metalowy napis „Ofiarom faszyzmu”, w 2018, w związku z wejściem w życie ustawy o zakazie propagowania komunizmu lub innego ustroju totalitarnego przez nazwy budowli, obiektów i urządzeń użyteczności publicznej, został przykryty kamienną tablicą z napisem „Ofiarom niemieckiego faszyzmu”.

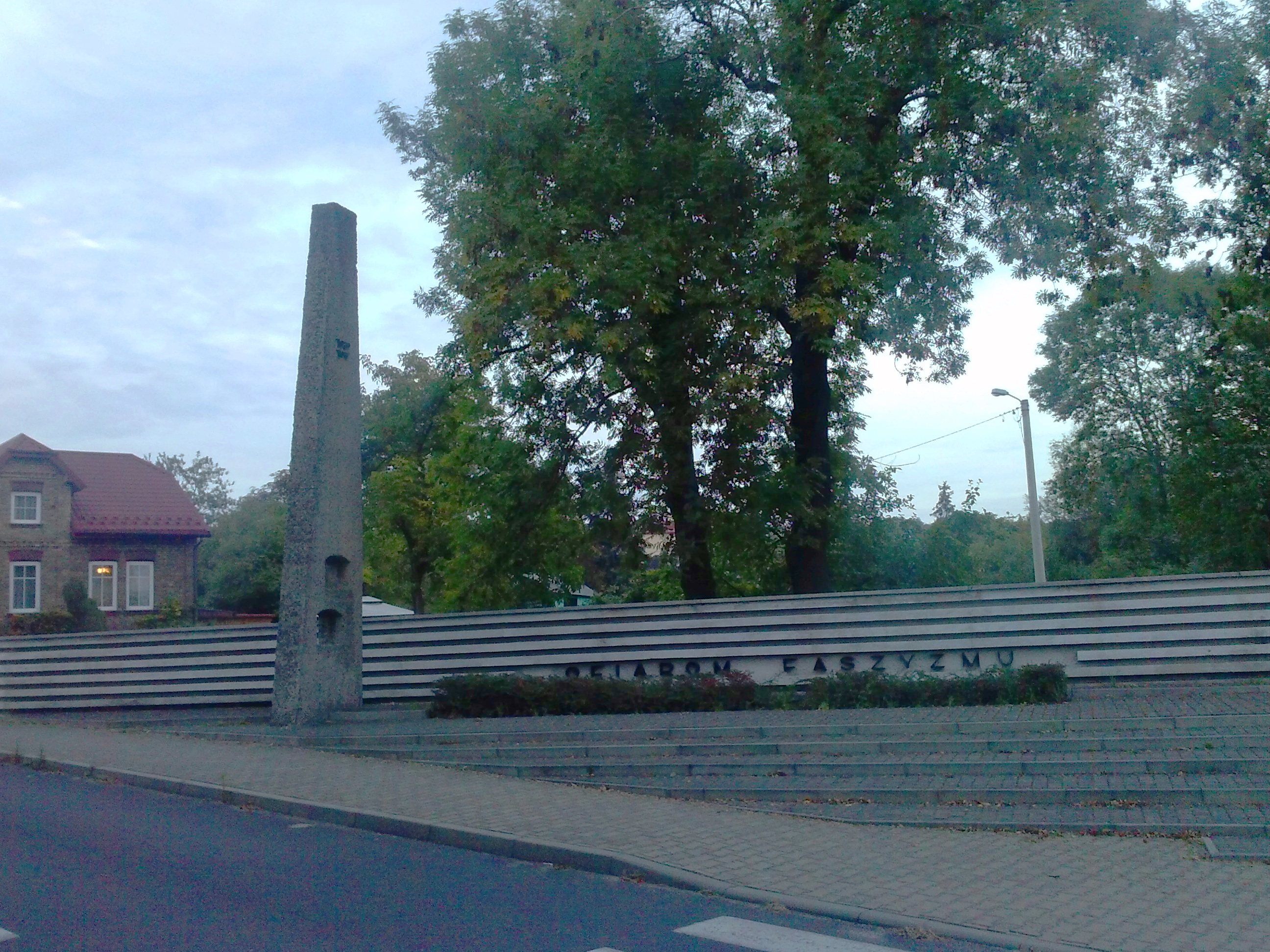
Pomnik w 2015